# 朱鵠
朱鵠（1507年—？），字秉直，廣西桂林府陽朔縣人，民籍，明朝政治人物。

## 生平
廣西鄉試第二十名舉人。嘉靖十七年（1538年）中式戊戌科會試第一百十七名，登第三甲第二百一十一名進士。

## 家族
曾祖朱龍光；祖父朱聲，府經歷 贈刑部員外郎；父朱璧，監生。母容氏。永感下。兄朱鸞，知县；朱鹏，知县；朱鷺；朱鹗，监生；朱鹍；朱鸿；朱鸷；朱鹑。